# محزاق
المحزاق أو المِحْزَقَة أو المِسْمَار المُلَوْلَب هو نوع من المسامير يثبت بصمولة. يُكوّن المحزاق والصمولة معاً لَوْلَباً.

## الفرق بين المحزاق والبرغي
الفرق بين المحزاق و البرغي هو أن المحزاق يحتاج إلى صمولة للربط، لكن البرغي يُغرَزُ في الشيء دون أي صمولة.

## معرض الصور

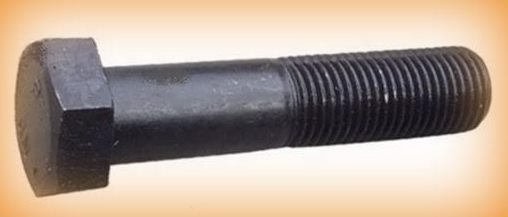
محزاق.
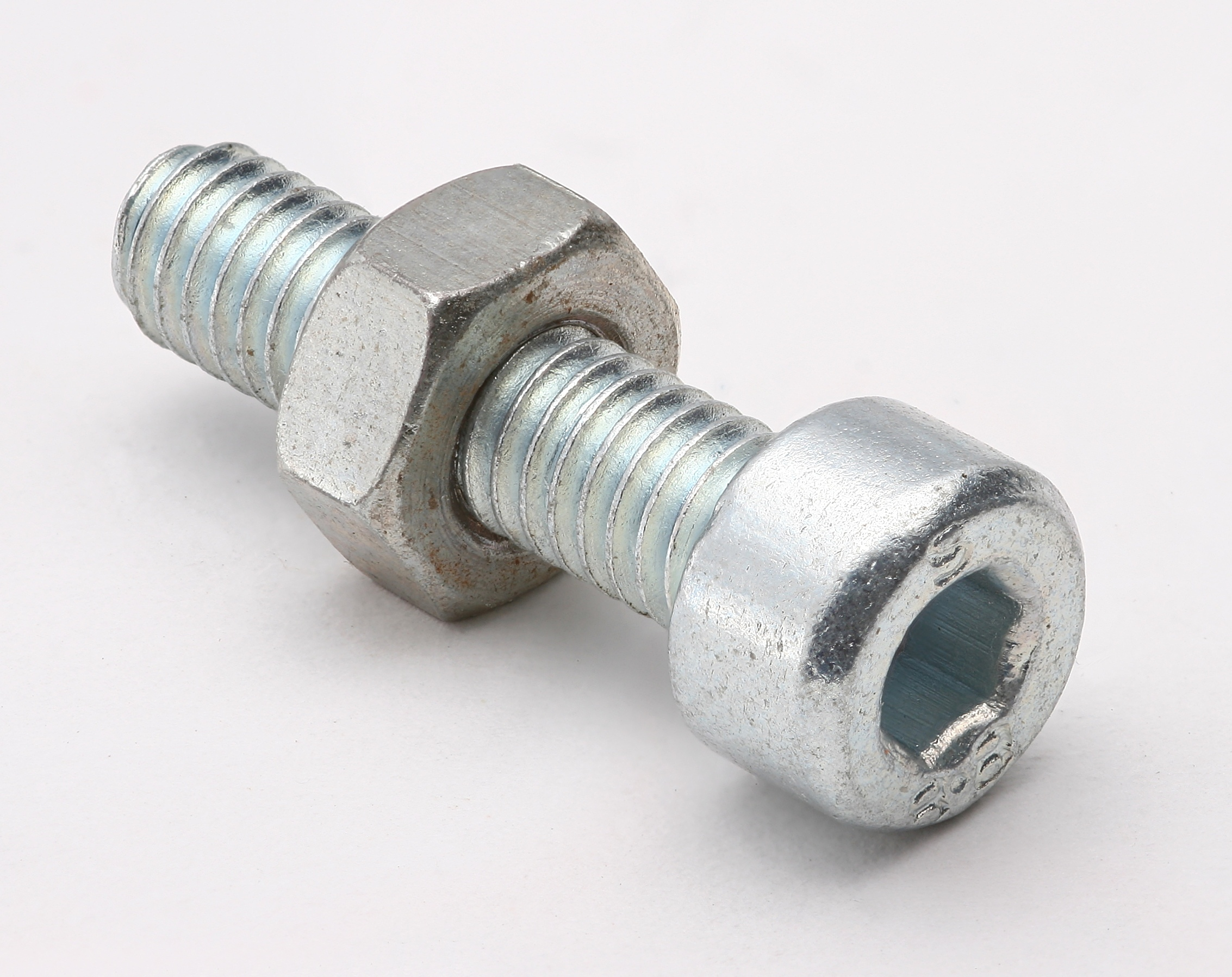
محزاق داخل صمولة